# الساقطة (فلم)
الساقطة (بالإيطالية: La Traviata) فيلم إيطالي لعام 1983 من تأليف وتصميم وإخراج فرانكو زافاريلي (عرضت في الدول العربية في شكل فيلم، أو مسرحية، أو كتاب تحت عنوان «غادة الكاميليا»)، ويستند إلى أوبرا «لا ترافياتا» لعام 1853  مع موسيقى جوزيبي فيردي وليبريتو لفرانشيسكو ماريا بيافي. تألق في الفيلم سوبرانو تيريزا ستراتاس، وتينور بلاسيدو دومينغو، وباريتون كورنيل ماكنيل، بالإضافة إلى غناء أدوارهم. تم عرض الفيلم لأول مرة في إيطاليا عام 1982. صدر لدور العرض في الولايات المتحدة في 22 أبريل 1983. فاز الشريط الصوتي soundtrack للفيلم مع جيمس ليفين بقيادة أوركسترا أوبرا متروبوليتان وجوقة بجائزة جرامي لأفضل تسجيل للأوبرا.

## طاقم التمثيل
تيريزا ستراتاس: في دور فيوليتا فاليري
بلاسيدو دومينغو: في دور ألفريدو جيرمونت
كورنيل ماكنيل: في دور جورجيو جيرمونت
ألان مونك: في دور البارون دوفول
بينا سي: في دور أنينا
أكسيل غال: في دور فلورا بيرفوا
ماوريتسيو بارباسيني: في دور جاستون
فلاديمير فاسيليف وإيكاترينا ماكسيموفا: في دور الراقصين الإسبان

## أحداث الفيلم
تبدأ الأحداث في بيت العاهرة فيوليتا فاليري في باريس، حيث تغطي الملاءات الأثاث في غرف مضاءة بشكل خافت. يقوم الدائنون والمثمنين بإزالة الكثير من الأعمال الفنية والمفروشات المزخرفة. يتجول أحدهم في الغرف بفضول، حتى يصل إلى فيوليتا، وهي طريحة الفراش وتبدو شاحبة وضعيفة، ويعود عقل فيوليتا إلى وقت كانت فيه أكثر سعادة، ومن خلال الفلاش باك نُنتقل إلى حفلة فخمة تستضيفها للاحتفال بتعافيها من المرض. يحضر أحد ضيوفها، الكونت جاستون، صديقه الشاب النبيل ألفريدو جيرمونت، الذي يعشق فيوليتا لفترة طويلة من بعيد. تشعر بالدوار وتتقاعد إلى غرفة نومها لتتعافى، ويتبعها ألفريدو ويعلن حبه. ترفضه فيوليتا في البداية، وتقول له إن الحب لا يعني شيئًا لها. يعد برؤيتها في اليوم التالي.
مرت ثلاثة أشهر، وفيوليتا وألفريدو معًا في منزل ريفي هادئ خارج باريس. لقد وقعت في حبه بشدة وتخلت عن حياتها السابقة، ويعرف ألفريدو من الخادمة أن فيوليتا قامت ببيع كل ما تملك من أجل العيش برفاهية. يغادر ألفريدو إلى باريس على الفور للتعامل مع بعض الأمور بنفسه. يصل جورجيو والد ألفريدو ويطلب من فيوليتا، إنهاء علاقتها بابنه، حيث هددت سمعة فيوليتا البغيضة خطوبة ابنته، وبعد إعلان حبها لألفريدو، توافق على مضض على طلب جورجيو، ويقبل جبهتها في بادرة امتنان لتضحيتها ويغادرها.
تكتب فيوليتا خطاب وداع وتسلم الرسالة إلى خادمها لإعطائها لألفريدو. يعود جورجيو ويحاول مواساة ابنه، الذي يشتبه في أن بارون دوفول هو السبب الحقيقي وراء مغادرة فيوليتا. تصل فيوليتا مع البارون دوفول، الذي يتحدى ألفريدو على طاولة القمار. يربح ألفريدو مبالغ كبيرة من المال، وعندما يذهب الجميع إلى غرفة الطعام لتناول العشاء، تطلب فيوليتا من ألفريدو المغادرة. لقد أساء فهم مخاوفها ويطالبها بالاعتراف بأنها تحب دوفول. عندما تفعل ذلك، يهينها ألفريدو الغاضب ويدينها أمام الضيوف الآخرين، ثم يلقي بما كسبه لها، مقابل «الخدمات» التي قدمتها له أثناء عيشهما معًا. يصل جورجيو بحثًا عن ابنه، ويشاهد المشهد وينتقد ألفريدو لسلوكه الفظيع. تحاول فلورا والسيدات مرافقة فيوليتا من الغرفة، لكن قبل المغادرة، تلتفت إليه وتخبره أنه لا يستطيع فهم الحب الذي تملكه له.
تصاب فيوليتا بمرض السل ولم يعد لديها وقت طويل لتعيشه. يرسل جورجيو رسالة إلى فيوليتا يخبرها فيها أنه أبلغ ألفريدو بالتضحية التي قدمتها له ولأخته، وأنه يرسل ابنه لرؤيتها. يصل ألفريدو ويقترح عليهم مغادرة باريس، لكن فيوليتا تعلم أن النهاية قريبة. جورجيو يندفع ويطلب لها المغفرة. تقدم فيوليتا لألفريدو مدلاة مع صورتها وتطلب منه أن يتذكرها، بينما تحثه في نفس الوقت على الزواج إذا وقع في الحب مرة أخرى. ترفع فيوليتا نفسها من السرير وتصل إلى ضوء النهار، ثم تسقط على الأرض.

## استقبال الفيلم
وصف فينسنت كانبي الفيلم في مقالته في صحيفة نيويورك تايمز، بأنه: «انتصار، ومبهر... أظن أنه سيحظى بشعبية هائلة على أي حال. ستظهر عبقرية فيردي، خاصةً عندما تُقدم بالموهبة والذكاء والأسلوب الذي تم إدخاله في هذا الإنتاج... إنه أداء تمثيلي بكثافة أخاذة... تستفيد لا ترافياتا من مواهب المخرج زيفيريلي كمصمم بقدر ما تستفيد من مواهبه كمخرج. والإنتاج المادي غني دون أن يكون صعب الإرضاء... أن ما نشهده ليس حياة بل تجربة مسرحية كبيرة. لا ينبغي تفويتها».
كتب موقع ديريك وينرت: «يغني كل من بلاسيدو دومينغو وتيريزا ستراتاس بشكل جميل لأن العاشقين المنكوبين، ألفريدو وفيوليتا، والمجموعات (التي صممها فرانكو زيفيريلي) والأزياء (بييرو توسي) والتصوير الفوتوغرافي (تصوير إنيو غوارنييري) ساحرة».
كتب موقع سبريتوالي أند براكتس: «يهتم زفيريلي بالتفاصيل في الإعدادات والأزياء المترفة وفي كل أجواء الفيلم. انفجار بصري في وفرة من الألوان الزاهية والرقص الدرامي، وكما هو الحال في معظم أفلامه الأخرى، يبرز زفيريللي الآثار الأخلاقية والقيمة الروحية للحب والتضحية».

## الجوائز والترشيحات
جائزة الأوسكار لأفضل إخراج فني 1983 (ترشيح)
جائزة الأوسكار لأفضل تصميم أزياء 1983 (ترشيح)
جائزة جولدن جلوب لأفضل فيلم بلغة أجنبية 1983 (ترشيح)
جائزة الأكاديمية البريطانية للأفلام 1984 - أفضل فيلم بلغة أجنبية (ترشيح)
جائزة الأكاديمية البريطانية للأفلام 1984 - أفضل تصميم أزياء (فوز)
جائزة الأكاديمية البريطانية للأفلام 1984 - أفضل تصميم إنتاجي (فوز)
ناسترو دي أرجينتو لأفضل تصميم أزياء - إيطاليا 1983 (فوز)
ناسترو دي أرجينتو لأفضل تصميم إنتاج - إيطاليا 1983 (فوز)
ناسترو دي أرجينتو لأفضل تصوير سينمائي - إيطاليا 1983 (فوز)
جوائز المجلس الوطني للمراجعة، الولايات المتحدة الأمريكية 1983 (فوز)  

## وصلات خارجية
https://www.mymovies.it/dizionario/recensione.asp?id=25578 الساقطة (فيلم)
https://www.allmovie.com/movie/la-traviata-v67383 الساقطة (فيلم)
https://www.imdb.com/title/tt0084821/ الساقطة (فيلم)
https://www.boxofficemojo.com/release/rl4267673089/ الساقطة (فيلم)
https://www.rottentomatoes.com/m/verdi_la_traviata الساقطة (فيلم)